# Angelo Rizzuto (fotografo)
Angelo Rizzuto (Deadwood, 1906 – New York, 1967) è stato un fotografo statunitense.

## Biografia
Angelo A. Rizzuto nacque nel 1906 a Deadwood, nel Dakota del Sud, da genitori siciliani immigrati, Antonio e Francesca Scarpino, la quale aveva avuto altri due figli da una precedente relazione. Deadwood era una piccola cittadina di appena 5.000 abitanti nel suo periodo più florido per la cosiddetta corsa all'oro nel non lontano French Creek. A Deadwood fu ucciso Wild Bill Hickok e Calamity Jane fu sepolta accanto a lui. La famiglia Rizzuto successivamente si trasferì a Omaha nel Nebraska dove il padre fondò una impresa edile che ebbe successo. Il padre aveva aiutato il figlio a studiare anche presso la Harvard Law School, sia pure per un breve periodo, laureandosi in un piccolo college in Ohio nel 1931. Alla sua morte i figli lottarono ferocemente tra di loro per l'eredità, tanto da spingere Angelo ad un tentativo di suicidio e a credere che i fratelli facessero parte di una cospirazione internazionale di comunisti ed ebrei, convinzione che non abbandonò mai, neppure dopo la morte del fratello Frank nel 1959. Rizzuto fu ricoverato in un ospedale psichiatrico per sei mesi per poi arruolarsi nell'esercito ma qualche mese dopo fu dimesso per ragioni mediche.
Seguì un periodo di vagabondaggio al termine del quale, verso la metà degli anni '40 si stabilì a Manhattan, in una stanza scadente in affitto.
Ogni giorno, dal maggio 1952, ma già saltuariamente dal 1949, al giugno 1966, Rizzuto, che definiva se stesso "the little Angel", usciva di casa alle ore 14,00 per fotografare la città in una sorta di caleidoscopio enciclopedico: le strade e gli scorci della città, la statua della libertà, le donne arrabbiate, disilluse o in abiti suggestivi, gli uomini stanchi, i bambini e gli animali e tutto ciò che incontrava. Ogni rullino fotografico terminava con le immagini di se stesso in pose tormentate, cupe ed apparentemente ossessionate. Lo scopo che si era prefissato era quello di pubblicare un volume fotografico dal titolo Little Old New York che non terminò. Morì di cancro nel 1967.
Prima di morire lasciò le sue 60 000 immagini alla Library of Congress e 50 000 dollari per le spese di stampa affinché pubblicassero il suo libro. L'Encyclopedia of Twentieth-Century Photography, 3° Volume, di Lynne Warren, a pagina 946 scrive che Rizzuto fu un importante benefattore. L'allora capo divisione Alan Fern decise di investire i soldi donati per acquisire importanti fondi fotografici come quelli di Diane Arbus e Roger Fenton. A Rizzuto si limitarono a pubblicare un libriccino rilegato con graffette.
Fu Michael Lesy, scrittore e docente di giornalismo al Amherst College, Massachusetts, a scoprire il fondo di Rizzuto e a pubblicare nel 2005 il volume Angel's World: The New York Photographs of Angelo Rizzuto. L'intenzione di Lesy non fu quella di guardare il lavoro del fotografo dal punto di vista artistico ma come fosse un diario di una mente distorta ed ossessionata. In una intervista, infatti, definì Rizzuto come "Il solitario, ispirato, malato, lunatico chiaroveggente".
Ad eccezione delle 98 foto pubblicate nel libro di Lesy, le immagini di Rizzuto sono sconosciute. Le 60.000 fotografie non sono mai state elaborate dal Library of Congress e non sono disponibili online. Nel 2021 soltanto 1.400 immagini sono disponibili online.
All'uscita del volume, gli storici dell'arte e gli stessi fotografi, accettarono con molta diffidenza il lavoro di Rizzuto e criticarono lo stesso Lesy per averlo pubblicato.